# 船木站
船木站（日语：／ Funaki eki */?）為位於鹿兒島縣薩摩郡宮之城町船木（現時：薩摩郡薩摩町船木）的日本國有鐵道（國鐵）宮之城線的鐵路車站（廢站）。

## 歷史
- 1936年（昭和11年）6月5日：在薩摩山崎站到宮之城站兩站之間開設此有人車站船木站[1][2]。
- 1957年（昭和32年）10月1日：結束行李起卸業務[1]。成為無人車站。
- 1987年（昭和62年）1月10日：隨著宮之城線全線廢除，此站也被廢除[1]。

## 車站構造
此站為無人車站，設有1面1線的單式月台和候車室。在車站啟用時設有站舍，後來無人化後變為民居用。

## 車站周邊
- 舟木簡易郵局
- JR九州巴士「船木」巴士站

## 相鄰車站
日本國有鐵道（國鐵）
宮之城線
薩摩山崎－船木－宮之城

## 相關項目
- 日本鐵路車站列表 Fu